# Suzuki SX4

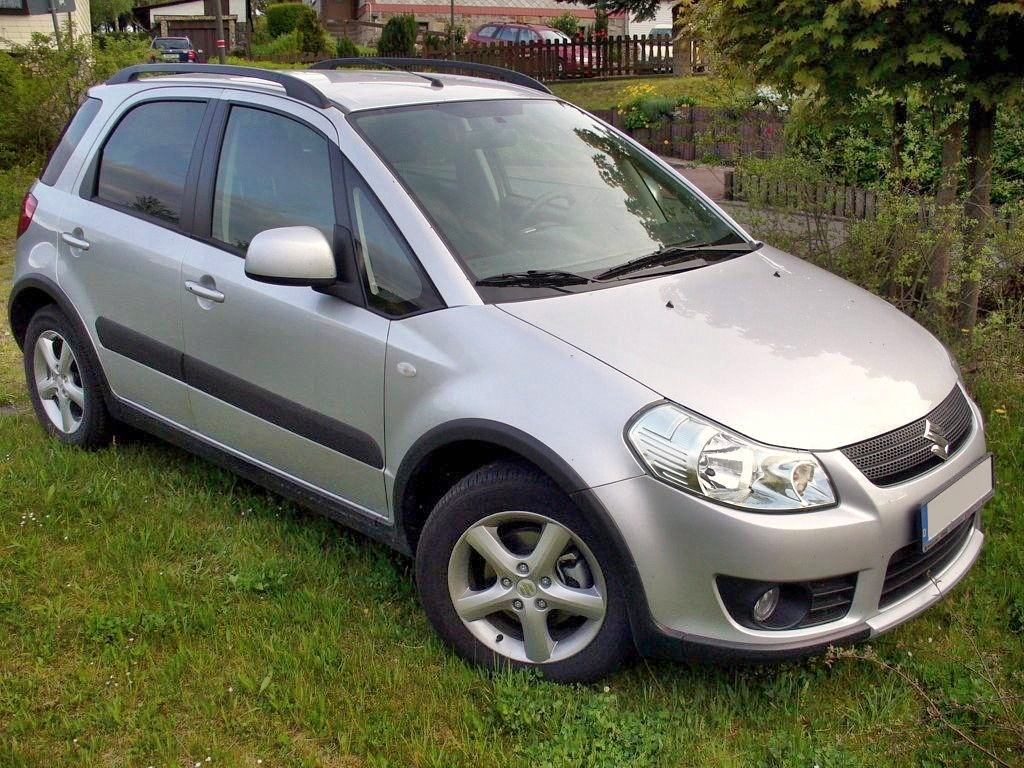
Suzuki SX4

Suzuki SX4 är en bilmodell från bil- och motorcykeltillverkaren Suzuki. SX4 är en modell av typen crossover/SUV i Golfklassen och som presenterades 2006. Modellen utvecklades i samarbete med Fiat, vars modell Sedici är i stort sett identisk med SX4. Vad som skiljer modellerna åt är egentligen endast kosmetiska detaljer och vissa utrustningsalternativ och det faktum att Sedici bara säljs i Europa och SX4 även marknadsförs i Asien och USA. Tillverkningen sker i Japan och Ungern.
Modellen erbjuds som femdörrars högbyggd halvkombi med fram- eller fyrhjulsdrift, samt på vissa marknader även som fyradörrars sedan. SX4 finns med tre bensinmotorer på mellan 1,5 och 2,0 liters slagvolym, samt med en Fiatutvecklad dieselmotor på 1,9 liter.